# Aeroportul Municipal Anthony
Aeroportul Municipal Anthony (IATA: ANY, ICAO: KANY, FAA LID: ANY) este un aeroport din Kansas, Statele Unite ale Americii ce deservește zona Anthony⁠(d). A fost numit după zona deservită.
Situat la o altitudine de 408 m, aeroportul dispune de 2 piste.

## Infrastructură

### Piste
Aeroportul dispune de 2 piste. Pista 18/36 are suprafața de beton și dimensiunile 3.598 picioare × 60 picioare. Pista 10/28 are suprafața de Iarbă și dimensiunile 2.212 picioare × 150 picioare. 